# Stazione di Nagahama
La stazione di Nagahama (長浜駅?, Nagahama-eki) è una stazione ferroviaria della città di Nagahama, nella prefettura di Shiga in Giappone. La stazione è gestita dalla JR West e serve la linea Biwako (parte della linea principale Tōkaidō e della linea principale Hokuriku).

## Linee
JR West
■ Linea JR Biwako
■ Linea principale Hokuriku

## Struttura
La stazione è costituita da due piattaforme laterali e una centrale a isola con 4 binari in superficie al livello del terreno.
| 1 | ■ Linea JR Biwako           | per Maibara, Kyoto e Ōsaka                             |
| 2 | ■ Linea principale Hokuriku | per Ōmi-Shiotsu e Tsuruga                              |
| 3 | ■ Linea principale Hokuriku | per Ōmi-Shiotsu e Tsuruga Treni aventi origini da qui  |
| 4 | ■ Linea JR Biwako           | per Maibara, Kyoto e Osaka Treni aventi origini da qui |
| 4 | ■ Linea principale Hokuriku | per Ōmi-Shiotsu e Tsuruga Binario di attesa            |

## Stazioni adiacenti
| ≪                                           | Servizio                                    | ≫                                           |
| Linea principale Hokuriku (Linea JR Biwako) | Linea principale Hokuriku (Linea JR Biwako) | Linea principale Hokuriku (Linea JR Biwako) |
| ------------------------------------------- | ------------------------------------------- | ------------------------------------------- |
| Torahime                                    | Locale Rapido Speciale                      | Tamura                                      |